# 中芸広域体育館
中芸広域体育館 （ちゅうげいこういきたいいくかん）は、高知県安芸郡安田町にある体育館。高知県東部では最大規模の広さを誇る施設であり、ハートビル法認定施設である。

## 歴史
中芸地区（奈半利町、田野町、安田町、北川村、馬路村の5町村）のスポーツと文化交流を図るための多目的施設として建設された。2002年のよさこい高知国体では、成年男女6人制バレーボールの会場として使用された。

## 施設
- 設備
  - フロア面積 ：1,920㎡ バスケットボール 2面 、バレーボール3面、バドミントン 10面
  - 観客席 ：759席（固定）
  - トレーニングルーム　ストレングスマシン（エアー式・10機種）、エリプティカル、トレッドミル

## 基礎データ
- 所在地
  - 高知県安芸郡安田町大字東島2017
- 利用期間
  - 9:00 - 21:30
- 休館日
年末年始（12月29日～1月3日）

## 交通
- 土佐くろしお鉄道ごめん・なはり線「田野駅」下車、車で5分